# Stephen Graham
Stephen Graham, född 3 augusti 1973 i Kirkby i södra Lancashire, är en engelsk skådespelare. 

## Biografi
Graham växte upp i ett höghusområde utanför Liverpool. Han slog igenom med sin medverkan i filmen Snatch. Han medverkade året därpå i serien Band of Brothers. Sin första huvudroll bar han i musikvideon "When the Sun Goes Down", som är en av Arctic Monkeys mest kända låtar. En av Grahams mest kända roller är den som den våldsamme brittiske nationalisten Combo i filmen This Is England. Mellan 2010 och 2014 spelade han en fiktiv version av Al Capone i HBO-serien Boardwalk Empire. Han har även medverkat i Martin Scorseses filmer Gangs of New York (2002) och The Irishman (2019).
År 2025 skrev han och producerade miniserien Adolescence i vilken han även spelade en av huvudrollerna. Serien, vars timslånga avsnitt är filmade i en enda tagning, fick mycket god kritik och väckte politisk debatt i England.

## Filmografi
- 2000 – Snatch
- 2001 – Band of Brothers (TV-serie)
- 2002 – Gangs of New York
- 2004 – Satan's Little Helper
- 2005 – Goal!
- 2006 – The Innocence Project (TV-serie)
- 2006 – Scummy Man
- 2007 – This Is England
- 2007 – The Good Night
- 2008 – Filth and Passion
- 2008 – The Crew
- 2008 – Awaydays
- 2009 – Public Enemies
- 2009 – The Damned United
- 2009 – Doghouse
- 2010–2014 – Boardwalk Empire (TV-serie)
- 2010 – This Is England '86 (TV-serie)
- 2011 – This Is England '88 (TV-serie)
- 2011 – Pirates of the Caribbean: I främmande farvatten
- 2011 – Tinker Tailor Soldier Spy
- 2011 – Texas Killing Fields
- 2012 – Blood
- 2014 – Hyena
- 2014 – Get Santa
- 2015 – Orthodox
- 2015 – A Patch of Fog
- 2016 – The Secret Agent (TV-serie)
- 2017 – Pirates of the Caribbean: Salazar's Revenge
- 2017 – The Man with the Iron Heart
- 2019 – Rocketman
- 2019 – The Irishman
- 2020 – Greyhound
- 2021 – Boiling Point
- 2021 – Venom: Let There Be Carnage
- 2023 – Boiling Point – på liv och död (TV-serie)
- 2024 – Venom: The Last Dance
- 2025 – A Thousand Blows (TV-serie)
- 2025 – Adolescence (TV-serie)
- 2025 – Deliver Me from Nowhere